# Tved Sogn (Syddjurs Kommune)

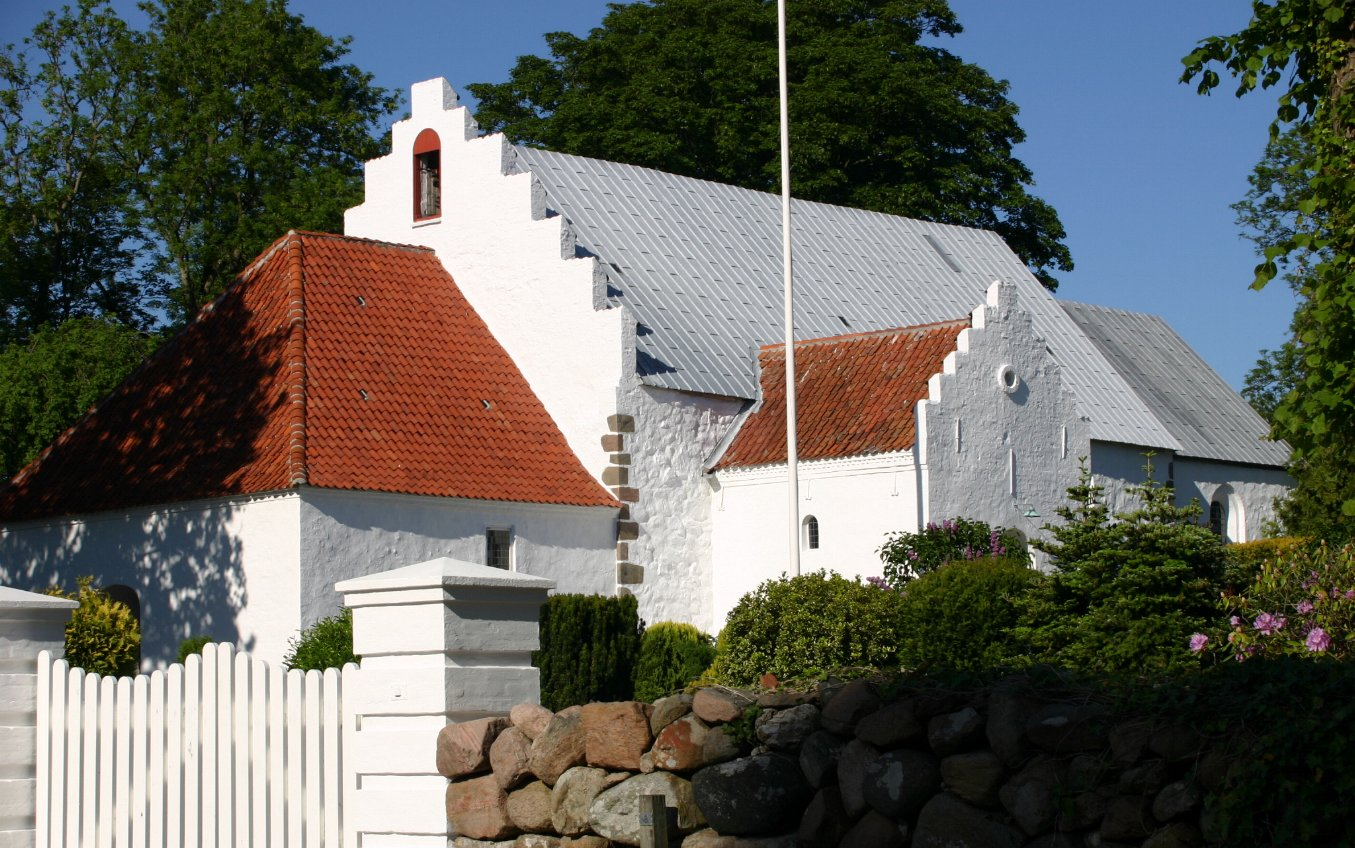
Kirche von Tved, Südwest-Ansicht

Tved Sogn ist eine Kirchspielsgemeinde (dän.: Sogn) auf der dänischen Halbinsel Djursland in der Landschaft Mols. Bis 1970 gehörte sie zur Harde Mols Herred im damaligen Randers Amt, dann wurde das Kirchspiel der Ebeltoft Kommune im Århus Amt zugeschlagen. Im Zuge der Kommunalreform zum 1. Januar 2007 ging die Ebeltoft Kommune in der neuen Syddjurs Kommune in der Region Midtjylland auf. 
Im Kirchspiel leben 789 Einwohner (Stand: 1. Januar 2023), im Kirchspiel liegt die Kirche von Tved.
Nachbargemeinden sind im Nordosten Knebel Sogn und im Osten Vistoft Sogn.
In der Tved Sogn finden sich folgende Orte:
- Basbjerg (Gebiet)
- Bjødstrup (Siedlung, Gut)
- Blåkær (Siedlung, Gut)
- Dejret (Siedlung, Gut)
- Eg (Siedlung, Gut)
- Iisgård (Gut, Bauernhof)
- Kvelstrup (Gut, Bauernhof)
- Landborup (Siedlung, Gut)
- Manhøj (Gebiet)
- Mols Hoved (Gebiet)
- Neder Tved (Siedlung)
- Skødshoved (Gebiet, Siedlung)
- Tillerup (Siedlung, Gut)
- Torup (Siedlung, Gut)
- Trehøj (Gebiet)
- Trehøje (Gebiet)
- Tved (Siedlung, Gut)
- Vester Tved (Siedlung)
- Øhoved (Gebiet)